# Łukasz Moneta
Łukasz Moneta (ur. 13 maja 1994 w Raciborzu) – polski piłkarz występujący na pozycji pomocnika w polskim klubie Olimpia Grudziądz.

## Życie prywatne
Moneta pochodzi z Brzezia nad Odrą, dzielnicy Raciborza. Często jeździł do Wodzisławia Śląskiego na mecze Odry, której wraz z rodziną kibicował.

## Kariera klubowa

### Początki
Swoją karierę piłkarską zaczynał w LKS Brzezie, Unii Racibórz i LKS 1908 Nędza. 
1 lipca 2012 został piłkarzem trzecioligowego (grupa IV opolsko-śląska) klubu LZS Leśnica, zadebiutował 11 sierpnia 2012 w zremisowanym 1:1 meczu ligowym przeciwko BKS Stal Bielsko-Biała. Piłkarz, reprezentując barwy drużyny z Leśnicy występował z numerem 6.

### Legia Warszawa
Następnym klubem w karierze Monety była Legia Warszawa z Ekstraklasy, 13 lutego 2014 podpisał dwuletni kontrakt. Zadebiutował 9 lipca 2014 na stadionie Wojska Polskiego w Warszawie, w przegranym 2:3 meczu finałowym Superpucharu Polski z Zawiszą Bydgoszcz. Do tego czasu występował w trzecioligowych rezerwach stołecznego klubu. 25 lutego 2015 pomocnik na zasadzie wypożyczenia zasilił skład pierwszoligowego klubu Wigry Suwałki, gdzie zadebiutował 8 marca 2015 na Stadionie Miejskim w Siedlcach, w wygranym 2:0 meczu ligowym przeciwko Pogoni Siedlce.

### Ruch Chorzów
22 stycznia 2016 został zawodnikiem Ruchu Chorzów, bez odstępnego. Debiut Monety w chorzowskiej drużynie przypadł 2 marca 2016 na stadionie Ruchu Chorzów w przegranym 2:3 meczu ligowym przeciwko Cracovii, a pierwsza bramka na 24 października tego samego roku w wygranym 4:0 meczu ligowym przeciwko Koronie Kielce.

### Powrót do Legii
4 lipca 2017 poinformowano, że Legia Warszawa skorzystała z prawa pierwokupu zawodnika i wykupiła Łukasza Monetę z Ruchu Chorzów, kwota odstępnego 100 tys. euro. Wystąpił w 5 meczach pierwszej drużyny, na co złożyły się 3 występy w ramach Pucharu Polski i 2 w eliminacjach do Ligi Mistrzów. 
8 stycznia 2018 warszawska Legia wypożyczyła pomocnika do Zagłębia Lubin do końca sezonu 2018/2019. W Zagłębiu Lubin zadebiutował 9 lutego 2018 na stadionie Zagłębia Lubin w Lubinie, w przegranym 2:3 meczu ligowym przeciwko Legii Warszawa.
28 stycznia 2019 został wypożyczony do bytowskiego klubu Bytovia Bytów. W Bytovii Bytów zadebiutował 2 marca 2019 na stadionie MOSiR w Bytowie, w zremisowanym 0:0 meczu ligowym przeciwko Warcie Poznań.

### GKS Tychy
26 lipca 2019 podpisał kontrakt z GKS Tychy, umowa do 30 czerwca 2021; bez odstępnego. W GKS Tychy zadebiutował 3 sierpnia 2019 na Stadionie Miejskim w Jastrzębiu-Zdroju, w przegranym 1:2 meczu ligowym przeciwko GKS 1962 Jastrzębie.

### Stomil Olsztyn
5 lipca 2021 został zawodnikiem Stomilu Olsztyn, umowa na rok.

## Kariera międzynarodowa
Pierwsze powołanie od selekcjonera reprezentacji Polski U-21 Marcina Dorny dostał na mecz z Finlandią i Białorusią (23 i 26 marca 2016). Podczas tamtego zgrupowania wpisał się na listę strzelców w meczu przeciwko Białorusi.

## Statystyki

### Klubowe
Stan na 5 lipca 2021
| Klub              | Sezon   | Liga        | Liga  | Liga   | Puchar Polski | Puchar Polski | Suma  | Suma   |
| Klub              | Sezon   | Liga        | Mecze | Bramki | Mecze         | Bramki        | Mecze | Bramki |
| ----------------- | ------- | ----------- | ----- | ------ | ------------- | ------------- | ----- | ------ |
| LZS Leśnica       | 2012/13 | III liga    | 28    | 8      |               |               | 28    | 8      |
| Legia II Warszawa | 2013/14 | III liga    | 27    | 5      |               |               | 27    | 5      |
| Legia Warszawa    | 2014/15 | Ekstraklasa | 2     | 0      | 0             | 0             | 2     | 0      |
| Legia II Warszawa | 2014/15 | III liga    | 13    | 4      |               |               | 13    | 4      |
| Wigry Suwałki     | 2014/15 | I liga      | 14    | 2      | 0             | 0             | 14    | 2      |
| Wigry Suwałki     | 2015/16 | I liga      | 19    | 3      | 2             | 0             | 21    | 3      |
| Ruch Chorzów      | 2015/16 | Ekstraklasa | 13    | 0      | 0             | 0             | 13    | 0      |
| Ruch Chorzów      | 2016/17 | Ekstraklasa | 31    | 3      | 2             | 0             | 33    | 3      |
| Legia Warszawa    | 2017/18 | Ekstraklasa | 0     | 0      | 3             | 0             | 3     | 0      |
| Legia II Warszawa | 2017/18 | III liga    | 11    | 1      |               |               | 11    | 1      |
| Zagłębie Lubin    | 2017/18 | Ekstraklasa | 7     | 0      | 0             | 0             | 7     | 0      |
| Zagłębie II Lubin | 2017/18 | III liga    | 3     | 2      | 0             | 0             | 3     | 2      |
| Zagłębie II Lubin | 2018/19 | III liga    | 15    | 7      |               |               | 15    | 7      |
| Zagłębie Lubin    | 2018/19 | Ekstraklasa | 3     | 0      | 1             | 0             | 4     | 0      |
| Bytovia Bytów     | 2018/19 | I liga      | 13    | 1      | 0             | 0             | 13    | 1      |
| GKS Tychy         | 2019/20 | I liga      | 26    | 3      | 4             | 0             | 30    | 3      |
| GKS Tychy         | 2020/21 | I liga      | 32    | 0      | 1             | 0             | 33    | 0      |
| Stomil Olsztyn    | 2021/22 | I liga      | 0     | 0      | 0             | 0             | 0     | 0      |
| Ogólnie           | Ogólnie | Ogólnie     | 257   | 40     | 13            | 0             | 270   | 40     |

### Reprezentacyjne
Stan na 11 lipca 2021
| Reprezentacja | Rok     | Mecze | Bramki |
| ------------- | ------- | ----- | ------ |
| Polska U-21   |         |       |        |
| 2016          | 6       | 1     |        |
| 2017          | 3       | 1     |        |
| Ogólnie       | Ogólnie | 9     | 2      |

| Mecze i gole w reprezentacji | Mecze i gole w reprezentacji | Mecze i gole w reprezentacji | Mecze i gole w reprezentacji | Mecze i gole w reprezentacji | Mecze i gole w reprezentacji | Mecze i gole w reprezentacji | Mecze i gole w reprezentacji |
| Polska U-21                  | Polska U-21                  | Polska U-21                  | Polska U-21                  | Polska U-21                  | Polska U-21                  | Polska U-21                  | Polska U-21                  |
| Lp.                          | Data                         | Miasto                       | Przeciwnik                   | Gol                          | Wynik                        | Rozgrywki                    |                              |
| ---------------------------- | ---------------------------- | ---------------------------- | ---------------------------- | ---------------------------- | ---------------------------- | ---------------------------- | ---------------------------- |
| 1.                           | 23 marca 2016                | Bydgoszcz                    | Finlandia U-21               |                              | 1:0                          | towarzyski                   |                              |
| 2.                           | 26 marca 2016                | Włocławek                    | Białoruś U-21                | Gol                          | 3:0                          | towarzyski                   |                              |
| 3.                           | 6 września 2016              | Lublin                       | Węgry U-21                   |                              | 1:1                          | towarzyski                   |                              |
| 4.                           | 6 października 2016          | Bydgoszcz                    | Ukraina U-21                 |                              | 2:0                          | towarzyski                   |                              |
| 5.                           | 10 października 2016         | Gdynia                       | Czarnogóra U-21              |                              | 6:0                          | towarzyski                   |                              |
| 6.                           | 27 marca 2017                | Kielce                       | Czechy U-21                  |                              | 1:2                          | towarzyski                   |                              |
| 7.                           | 16 czerwca 2017              | Lublin                       | Słowacja U-21                |                              | 1:2                          | Mistrzostwa Europy 2017      |                              |
| 8.                           | 19 czerwca 2017              | Lublin                       | Szwecja U-21                 | Gol                          | 2:2                          | Mistrzostwa Europy 2017      |                              |
| 9.                           | 22 czerwca 2017              | Kielce                       | Anglia U-21                  |                              | 0:3                          | Mistrzostwa Europy 2017      |                              |

## Sukcesy

### Klubowe
Legia Warszawa
- Puchar Polski: 2017/18